# Saison 16 des Griffin
Chronologie
Saison 15 Saison 17
La seizième saison de la série d'animation Les Griffin (Family Guy) est diffusée entre le 1er octobre 2017 et le 20 mai 2018 sur le réseau Fox aux États-Unis et sur Citytv au Canada. En France, la saison a été disponible du 1er septembre 2019 au 31 décembre 2021 sur Netflix en version française.

## Épisodes
| No. série | No. saison | Titres (France et Québec)                                         | Titre original                    | Réalisation                                | Scénario                  | Date de diffusion (FOX) | Dates de diffusion MCM Télétoon   | Code prod. | Audience |
| --- | ---------- | ----------------------------------------------------------------- | --------------------------------- | ------------------------------------------ | ------------------------- | ----------------------- | --------------------------------- | ---------- | -------- |
| 290 | 1          | Emmy à tout prix L’épisode gagnant d’un Emmy                      | Emmy-Winning Episode              | James Purdum, Dominic Bianchi & Peter Shin | Aaron Lee                 | 1er octobre 2017        | 20 janvier 2019 4 octobre 2018    | FACX06     | 2.80     |
| Peter est fatigué de ne jamais remporter des emmys. Il décide de rendre le show plus stéréotypé. Mais à force de réessayer d’inventer son show, il reçoit une plainte émanant du conseil télévisé. Résigné à ne jamais gagner d’Emmy, Peter laisse alors la place à Ty Burrell. |            |                                                                   |                                   |                                            |                           |                         |                                   |            |          |
| 291 | 2          | Le rêve de Peter Le loup dans la camaraderie                      | Foxx in the Men House             | Brian Iles                                 | Andrew Goldberg           | 8 octobre 2017          | 20 janvier 2019 11 octobre 2018   | EACX20     | 3.05     |
| La famille se rend dans un restaurant où Peter apprécie les toilettes pour femmes jusqu’à ce qu’il souffre d’une commotion. Il fait la connaissance de Foxx, un jeune ambulancier qui devient très vite son meilleur ami, remplaçant tous les autres. C’est au cours d’une séance de parachute, que Peter se réconciliera avec ses amis, mais après un accident, l’épisode nous révélera qu’il était en fait en train de rêver à la suite d'un coma. |            |                                                                   |                                   |                                            |                           |                         |                                   |            |          |
| 292 | 3          | Une nounou d'enfer La nounou surprise                             | Nanny Goats                       | Steve Robertson                            | Tom Devanney              | 15 octobre 2017         | 20 janvier 2019 18 octobre 2018   | FACX02     | 2.54     |
| Peter tond la pelouse en échange d’un lot de chèvres. Les parents de Lois, en visite, se rendent compte que leur fille a un problème de couple et engagent une nourrice pour s’occuper des enfants en leur absence. Mais sur la route, Peter et Lois vont finir par ne plus se supporter. Alors que de son côté, la nourrice se révèle être une tueuse à gages qui enchante cependant Stewie. Finalement, lorsque les parents rentrent, la vue de leurs enfants restaure leur harmonie. |            |                                                                   |                                   |                                            |                           |                         |                                   |            |          |
| 293 | 4          | Où va l'argent ? Suivez l'argent                                  | Follow the Money                  | Mike Kim                                   | Kevin Biggins             | 22 octobre 2017         | 20 janvier 2019 25 octobre 2018   | EACX15     | 2.69     |
| Carter offre à Chris un billet de 1 dollar avec une faute d'impression. Lorsque Chris égare cet objet de valeur, Carter l'aide à le retrouver. Le billet passe de main en main à travers la ville et de nombreux habitants comme Peter, Quagmire, Seamus, le maire West ou Brian. Finalement, tous les personnages se retrouvent à la fin dans un club de strip-tease. |            |                                                                   |                                   |                                            |                           |                         |                                   |            |          |
| 294 | 5          | Trois réalisateurs                                                | Three Directors                   | Joe Vaux                                   | Travis Bowe               | 5 novembre 2017         | 20 janvier 2019 1er novembre 2018 | EACX18     | 2.31     |
| Peter est renvoyé de la brasserie de Pawtucket. Une histoire racontée à trois reprises à la façon de trois réalisateurs de cinéma : Quentin Tarantino, Wes Anderson et Michael Bay... |            |                                                                   |                                   |                                            |                           |                         |                                   |            |          |
| 295 | 6          | Retour de bâton Appartement 23                                    | The D in Apartment 23             | Julius Wu                                  | Artie Johann              | 12 novembre 2017        | 20 janvier 2019 8 novembre 2018   | FACX03     | 3.11     |
| Brian développe une addiction à Twitter jusqu’à ce qu’un post le catégorise comme raciste. Ne parvenant pas à s’excuser, il perd le respect de tout le monde et les Griffin, pour éviter à leur tour de passer pour des parias, sont obligés de l’exclure. Il s’installe donc dans un appartement. |            |                                                                   |                                   |                                            |                           |                         |                                   |            |          |
| 296 | 7          | Petey IV Peter 4                                                  | Petey IV                          | Mike Kim                                   | Anthony Blasucci          | 19 novembre 2017        | 20 janvier 2019 15 novembre 2018  | FACX04     | 2.08     |
| Peter découvre une version alternative du film “Rocky” dans laquelle Rocky perd le match. Il écrit à Vladimir Poutine pour qu’il puisse le rencontrer. Cependant, chaque fois qu’ils se voient, ils ne pensent qu’à se battre pour leur esprit de compétitivité. Ils finissent par se réconcilier même si Peter boit accidentellement un thé radioactif. Alors que de son côté, Brian travaille dans un centre de prévention contre le suicide et passe son temps à draguer une collègue suicidaire, ce qui lui vaudra une jambe cassée. |            |                                                                   |                                   |                                            |                           |                         |                                   |            |          |
| 297 | 8          | Very bad Meg Meg-a-brosse                                         | Crimes and Meg's Demeanor         | Greg Colton                                | Mike Desilets             | 3 décembre 2017         | 20 janvier 2019 22 novembre 2018  | FACX05     | 2.59     |
| Meg se rend à une fête de lycée où elle développe peu à peu une addiction à la boisson. Lois sermonne Peter qui doit lui faire la leçon, mais préfère plutôt l’emmener s’enivrer. Tous les deux finissent sur un bateau où ils développent une gueule de bois. Pendant ce temps, avec une jambe plâtrée, Brian passe son temps à espionner ses voisins, et avec l’aide de Stewie, il va tout faire pour piéger le principal Shepherd soupçonné du meurtre de sa femme quand il le voit sortir un sac fermé. Heureusement, il ne s’agissait que de nourriture qu’il avait volée dans le frigidaire scolaire depuis le départ de sa femme. Considéré comme un héros, Brian est de nouveau accepté par la ville. |            |                                                                   |                                   |                                            |                           |                         |                                   |            |          |
| 298 | 9          | La menace des fantômes Un pet de chien pour Noël                  | Don't Be a Dickens at Christmas   | Jerry Langford                             | Danny Smith               | 10 décembre 2017        | 20 janvier 2019 29 novembre 2018  | FACX07     | 2.98     |
| Peter n’est pas très heureux de voir que Lois a prévu tout un programme de bénévolat pour Noël. Son comportement agace sa femme qui part donc avec toute la famille sans lui. Peter s’endort après avoir regardé un film de Patrick Swayze et le fantôme de ce dernier apparaît alors pour l’entraîner dans un voyage temporel où il revoit ses Noëls passé, présent et assistera désormais au Noël futur qu’il méritera si son comportement ne change pas. Peter promet de changer mais accompagne tout de même Swayze pour une dernière danse. |            |                                                                   |                                   |                                            |                           |                         |                                   |            |          |
| 299 | 10         | La Belle et le Bâtard Chienne de vie                              | Boy (Dog) Meets Girl (Dog)        | Brian Iles                                 | Steve Callaghan           | 7 janvier 2018          | 20 janvier 2019 20 novembre 2018  | FACX09     | 3.40     |
| Brian s’empoisonne en mangeant des chocolats de la Saint Valentin. Il rencontre Ellie, une chienne femelle à la clinique dont il tombe amoureux. Pour lui plaire, il s’inscrit à une école de dressage mais malheureusement, il n’arrive pas à jouer devant un jury bien qu’ayant gagné la compétition. Alors que de leur côté, Peter et Lois veulent démontrer qu’Arthur Valentine n’existe pas, à leur fils Chris. Ils vont y arriver, mais d’une manière tout à fait inattendue. |            |                                                                   |                                   |                                            |                           |                         |                                   |            |          |
| 300 | 11         | Jalousies Feu l’ourson                                            | Dog Bites Bear                    | John Holmquist                             | Cherry Chevapravatdumrong | 14 janvier 2018         | 27 janvier 2019 6 décembre 2018   | FACX01     | 4.10     |
| Pour le 300ème épisode, Brian abîme Rupert étant donné que ce dernier l’empêche de regarder un marathon. Leur relation se dégrade. Ils vont en discuter à la montagne et réussissent à résoudre leurs différences et Brian achète un nouveau Rupert à Stewie. Pendant ce temps, Peter refuse de se laver les mains après avoir serré celle de sa mascotte. Ses amis doivent intervenir pour qu’il consente enfin à retrouver son hygiène. |            |                                                                   |                                   |                                            |                           |                         |                                   |            |          |
| 301 | 12         | Faites entrer Stewie Veuillez faire entrer Stewie                 | Send in Stewie, Please            | Joe Vaux                                   | Gary Janetti              | 18 mars 2018            | 27 janvier 2019 28 décembre 2018  | FACX10     | 2.24     |
| Stewie est envoyé chez le psychologue de l'école, le docteur Pritchfield. Peu à peu, ils commencent à se parler l’un l’autre et Pritchfield remarque que Stewie se donne un rôle. Pour autant, Stewie va accidentellement commettre un homicide en refusant de soigner le docteur. Il avoue tout à Brian. |            |                                                                   |                                   |                                            |                           |                         |                                   |            |          |
| 302 | 13         | Elémentaire ! V pour mystère                                      | V Is for Mystery                  | Joseph Lee                                 | David A. Goodman          | 25 mars 2018            | 27 janvier 2019 17 janvier 2019   | FACX08     | 1.91     |
| Stewie et Brian, tels Sherlock Holmes et le docteur Watson, tentent de résoudre une série de meurtres mystérieux... |            |                                                                   |                                   |                                            |                           |                         |                                   |            |          |
| 303 | 14         | Les vétérans Le vétéran                                           | Veteran Guy                       | John Holmquist                             | Patrick Meighan           | 1er avril 2018          | 27 janvier 2019 24 janvier 2019   | FACX11     | 2.05     |
| Peter achète une casquette de marin et prétend être un vétéran de l'U.S. Navy. Cela irrite Quagmire, qui est un véritable ancien militaire... |            |                                                                   |                                   |                                            |                           |                         |                                   |            |          |
| 304 | 15         | Le chien de Wall Street                                           | The Woof of Wall Street           | Steve Robertson                            | Alex Carter               | 8 avril 2018            | 27 janvier 2019 31 janvier 2019   | FACX12     | 1.93     |
| Stewie apprend à Brian comment investir en bourse, ce qui s'avère être une très mauvaise idée. Peter, Joe, Cleveland et Quagmire s'occupent de l’Huître Bourrée en l'absence de Jerome... |            |                                                                   |                                   |                                            |                           |                         |                                   |            |          |
| 305 | 16         | Les Griffin à travers les âges Family Guy au fil des ans          | Family Guy Through the Years      | Julius Wu                                  | Chris Sheridan            | 22 avril 2018           | 27 janvier 2019 7 février 2019    | FACX13     | 2.00     |
| La série est réimaginée comme étant une sitcom des années 50 où Lois prend un travail ce que Peter n'apprécie pas. Puis dans les années 60, Chris s'enfuit au festival de Woodstock et dans les années 70, Peter s'enrôle pour participer à la Guerre du Vietnam. |            |                                                                   |                                   |                                            |                           |                         |                                   |            |          |
| 306 | 17         | Vis ma vie Changer de corps                                       | Switch the Flip                   | Mike Kim                                   | Kevin Biggins             | 29 avril 2018           | 27 janvier 2019 14 février 2019   | FACX14     | 2.26     |
| Stewie et Brian échangent leurs corps grâce à une invention de Stewie. Mais la ville entière se retrouve bientôt victime de l'appareil. En effet, Peter et Chris en se battant ont interverti leurs esprits avec les leurs, et après un accident, chacun a changé de corps. Lois étant partie en séminaire avec “Peter”, possédé par l’esprit de Stewie, elle est épargnée. La fin de l’épisode nous montre que Peter est désormais possédé par Brian. |            |                                                                   |                                   |                                            |                           |                         |                                   |            |          |
| 307 | 18         | HTTPete HTTPeter                                                  | HTTPete                           | Greg Colton                                | Damien Fahey              | 6 mai 2018              | 27 janvier 2019 21 février 2019   | FACX15     | 1.92     |
| Peter doit promouvoir le style de la brasserie, mais à la dernière minute, l’expert chargé de l’accompagner décède. Peter va alors le remplacer, mais durant tout son intérim, il effacera par accident les données internet de la ville. |            |                                                                   |                                   |                                            |                           |                         |                                   |            |          |
| 308 | 19         | La blessure la plus cruelle de toutes Tranché dans le vif         | The Unkindest Cut                 | Jerry Langford                             | Mark Hentemann            | 13 mai 2018             | 27 janvier 2019 28 février 2019   | FACX16     | 2.15     |
| Brian et Stewie traquent Mort Goldman qui est recherché. Quagmire subit un incident gênant. Quagmire connaît quelques problèmes et se tourne vers le ventriloquisme pour oublier jusqu’à ce que ses amis le sauvent du suicide. Grâce à Ida, il parvient à retrouver un pénis de substitution. Brian et Stewie, eux, découvrent que Mort a en fait décidé de s’auto-dénoncer pour toucher l’argent. |            |                                                                   |                                   |                                            |                           |                         |                                   |            |          |
| 309 | 20         | Dieu, tu es là ? C'est moi, Peter Dieu es-tu là? C'est moi, Peter | Are You There God? It's Me, Peter | Joseph Lee                                 | Travis Bowe               | 20 mai 2018             | 27 janvier 2019 7 mars 2019       | FACX17     | 1.83     |
| Peter passe un week-end comme un paresseux et se retrouve collé au canapé. Il va donc avec l’aide de Chris s’en débarrasser mais il tombe dans l’escalier et se retrouve dans le coma. Il rencontre alors Dieu. Dieu lui explique qu’ils sont dans un ascenseur où ils devront attendre la décision céleste. Peter obtient une nouvelle chance, mais il la gâche et en conclut que la famille sera mieux sans lui. Dieu lui dit que c’était un test et lui accorde le retour sur Terre. |            |                                                                   |                                   |                                            |                           |                         |                                   |            |          |